# پاتریک دمپسی
پاتریک گالن دمپسی (انگلیسی: Patrick Galen Dempsey؛ زادهٔ ۱۳ ژانویه ۱۹۶۶) بازیگر و رانندهٔ اتومبیل‌رانی آمریکایی است. او برای بازی در نقش جراح مغز و اعصاب درک «مک‌دریمی» شپرد در مجموعهٔ درام آناتومی گری (۲۰۰۵–۲۰۱۵) شناخته‌شده‌تر است. او همچنین بابت نقش‌های اصلی در فیلم‌های عاشقانه، از جمله افسون‌شده (۲۰۰۷) شناخته شده‌است. دمپسی نامزد یک جایزهٔ امی ساعات پربیننده و دو جایزهٔ گلدن گلوب بوده‌است و در سال ۲۰۲۳ از سوی مجلهٔ پیپل، جذاب‌ترین مرد زنده نام گرفت.
او با بازی در تعدادی از فیلم‌ها در دهه ۱۹۸۰، از جمله نمی‌توانید عشق مرا بخرید (۱۹۸۷) و پسر عاشق (۱۹۸۹)، موفقیت اولیه را به عنوان یک بازیگر دید. در دهه ۱۹۹۰، او بیشتر در نقش‌های کوچکتر در فیلم‌هایی، مانند شیوع (۱۹۹۵) و تلویزیون ظاهر شد. پاتریک همچنین در جیغ ۳ (۲۰۰۰) بود که در آن نقش کارآگاه مارک کینکید را ایفا کرد. وی از آن زمان در فیلم‌های دیگری از جمله فرشته‌های آرواره آهنین (۲۰۰۴)، نویسندگان آزادی (۲۰۰۷)، روز والنتاین (۲۰۱۰)، تله کاغذی (۲۰۱۱) و تبدیل‌شوندگان: نیمه تاریک ماه (۲۰۱۱) بازی کرد.
دمپسی دارای یک ماشین اسپرت و مجموعه اتومبیل پرزرق و برق است و در اوقات فراغت خود نیز از مسابقات اتومبیلرانی لذت می‌برد. وی در مسابقات اتومبیلرانی مانند ۲۴ ساعت لو مانس، رولکس ۲۴ و هم چنین در مسابقات اتومبیلرانی ورزشی دیتونا و مسابقه خارج از جاده Ensenada SCORE Baja 1000 شرکت کرده‌است. دمپسی پیش از ۲۴ ساعت حضور در لسان در سال ۲۰۱۳ اظهار داشت که اگر بتواند از بازیگری «فرار کند» و در صورت تمایل می‌تواند تمام وقت خود را به ورزشگاه‌ها اختصاص دهد.

## فیلم‌شناسی
فهرست برخی از فیلم‌هایی که پاتریک دمپسی در آنها به ایفای نقش پرداخته‌است:
- آناتومی گری - (۲۰۰۵)-مجموعه تلویزیونی
- نمی‌توانید عشق مرا بخرید - (۱۹۸۷)
- در حالت - (۱۹۸۷)
- بعضی دخترها - (۱۹۸۸)
- با هم خوشبخت - (۱۹۸۹)
- پسر عاشق - (۱۹۸۹)
- بزهکاران (۱۹۹۱)
- فرار (۱۹۹۱)
- سارق بانک - (۱۹۹۳)
- با افتخار - (۱۹۹۴)
- شیوع - (۱۹۹۵)
- استخر هوگو - (۱۹۹۷)
- جنایت و مکافات - (۱۹۹۸)
- جیغ ۳ - (۲۰۰۰)
- ویل و گریس - (۲۰۰۱ – ۲۰۰۰)-مجموعه تلویزیونی
- خانه شیرینم آلاباما - (۲۰۰۲)
- باشگاه امپراتور - (۲۰۰۲)
- ۷ خوش شانس - (۲۰۰۳)
- فرشته‌های آرواره آهنین - (۲۰۰۴)
- برادر خرس ۲ - (۲۰۰۶)
- افسون‌زده - (۲۰۰۷)
- نویسندگان آزادی (۲۰۰۷)
- ساقدوش - (۲۰۰۸)
- درمانگاه خصوصی - (۲۰۱۲ – ۲۰۰۹)-مجموعه تلویزیونی
- روز والنتاین - (۲۰۱۰)
- کاغذ مگس‌کش - (۲۰۱۱)
- تبدیل‌شوندگان: نیمه تاریک ماه - (۲۰۱۱)
- بچه بریجت جونز - (۲۰۱۶)
- برلین، دوستت دارم - (۲۰۱۹)
- افسون نزده - (۲۰۲۲)
- روز شکرگزاری- (۲۰۲۳)